# Ипподромный переулок (Санкт-Петербург)
Ипподро́мный переу́лок — переулок в Приморском районе Санкт-Петербурга. По проекту проходит от проспекта Испытателей до линии Сестрорецкой железной дороги, фактически состоит из 180-метрового тупика, примыкающего к проспекту Испытателей.

## История
Название переулок получил 31 января 2017 года. В прошлом здесь находился Удельный ипподром. На тот момент на месте переулка фрагментарно существовала грунтовка для подъезда к гаражам.
В 2022 году был проложен первый полноценный участок Ипподромного переулка — 180-метровый тупик от проспекта Испытателей в сторону железной дороги. Он был выполнен в двухполосном варианте с западным тротуаром и деревьями вдоль него. Впрочем, кто был заказчиком, установить не удалось.
В будущем Ипподромный переулок планируется соединить в единую трассу с Омской улицей. Для этого построят железнодорожный переезд на пересечении с Сестрорецкой железной дорогой.

## Застройка
- № 1, корпус 1, — жилой дом (2022[5])
- № 1, корпус 2, — жилой дом (2021[6])
- № 1, корпус 3, — жилой дом (2021[7])
- № 3, корпус 1, — жилой дом (2021[8])